# Galerita tenebricosa
Galerita tenebricosa är en skalbaggsart som beskrevs av Johann Christoph Friedrich Klug. Galerita tenebricosa ingår i släktet Galerita och familjen jordlöpare. Inga underarter finns listade i Catalogue of Life.